# Карасьова Тамара Леонідівна
Тамара Леонідівна Карасьова (нар. 15 вересня 1943, с. Ямново, Івановська область, РРФСР, СРСР) — радянська та українська вчена-біохімік, фармаколог, професор (2001), доктор біологічних наук (1992).
Лауреат державної премії з науки і техніки 2017 р. за роботу «Створення та виробництво вітчизняних лікарських засобів нейротропної і імунотропної дії»

## Біографія
Карасьова Тамара Леонідівна закінчила у 1967 р. Одеський університет. Працювала у 1968–1972 рр. у штабі Одеського військового округу, а у 1973–1982 рр. – в Одеському університеті.
З 1982 р. працює у Фізико-хімічному інституті НАН України в Одесі: з 1994 р. – провідний науковий співробітник.

## Наукові дослідження
Наукові дослідження присвячені фармакології нейротропних і серцево-судинних засобів, зокрема вивчає анорексигенну, антитромботичну та ноотропну активність похідних 1,4-бенздіазепінів і арил(гетерил)піперазину.

## Основні наукові праці
- Сравнительная биохимия чужеродных соединений. К., 1983;
- Успехи и перспективы в создании антиагрегационных средств // ХФЖ. 1997. № 3;
- Новые производные 1-арил-4(нафталимидоалкил)пиперазина. Синтез и нейротропные свойства // Журн. орган. и фармацевт. химии. 2008. Т. 6, вып. 1(21);
- Экспериментальное изучение развития толерантности к циназепаму // Доп. НАН України. 2008. № 7 (усі – співавт.).